# NAPSA Stars Football Club
Maillots
Actualités
Le National Pension Scheme Authority Stars Football Club, plus couramment abrégé en NAPSA Stars, est un club zambien de football fondé en 1969 et basé à Lusaka, la capitale du pays.

## Histoire
Le club est fondé dans la capitale Lusaka sous le nom de Profund Warriors. Il est ensuite renommé d'après la National Pension Scheme Authority (NAPSA), le sponsor principal du club. 
L'équipe remporte la Coupe de Zambie en 1992, et se qualifie pour la Coupe de la CAF 1993, mais déclarera forfait au premier tour.
En 2020, en terminant 4e du championnat, le club se qualifie pour la Coupe de la confédération 2020-2021, où il atteindra la phase de poule.
En 2021, le club est relégué en deuxième division. Il n'y séjournera qu'une saison et reviendra en première division pour la saison 2022-2023, en même temps le club gagne pour la deuxième fois de son histoire la Coupe de Zambie.

## Palmarès
| Compétitions nationales                        |
| ---------------------------------------------- |
| - Coupe de Zambie (2) - Vainqueur : 2012, 2022 |

## Personnalités du club

### Présidents
- Dr. Greg Chola Nsofu

### Entraîneurs
- Mohamed Fathi